# Ятан
Ятан (перс. ياتان) — село в Ірані, у дегестані Кугпає, у бахші Новбаран, шагрестані Саве остану Марказі. За даними перепису 2006 року, його населення становило 764 особи, що проживали у складі 218 сімей.

## Клімат
Середня річна температура становить 10,94°C, середня максимальна – 30,50°C, а середня мінімальна – -11,79°C. Середня річна кількість опадів – 266 мм.
| Клімат поселення                              | Клімат поселення | Клімат поселення | Клімат поселення | Клімат поселення | Клімат поселення | Клімат поселення | Клімат поселення | Клімат поселення | Клімат поселення | Клімат поселення | Клімат поселення | Клімат поселення | Клімат поселення |
| Показник                                      | Січ.             | Лют.             | Бер.             | Квіт.            | Трав.            | Черв.            | Лип.             | Серп.            | Вер.             | Жовт.            | Лист.            | Груд.            |                  |
| Середній максимум, °C                         | 4,86             | 7,00             | 11,75            | 18,16            | 23,00            | 28,83            | 30,50            | 30,28            | 25,67            | 19,35            | 12,56            | 6,70             |                  |
| Середня температура, °C                       | −3,47            | −1,32            | 3,42             | 9,84             | 14,68            | 20,51            | 24,26            | 24,04            | 19,43            | 13,11            | 6,32             | 0,46             |                  |
| Середній мінімум, °C                          | −11,79           | −9,64            | −4,89            | 1,53             | 6,36             | 12,18            | 18,04            | 17,80            | 13,21            | 6,88             | 0,09             | −5,78            |                  |
| Норма опадів, мм                              | 35               | 35               | 48               | 40               | 33               | 5                | 1                | 1                | 0                | 11               | 22               | 35               |                  |
| Середньомісячна швидкість вітру, м/с          | 1.84             | 2.48             | 3.04             | 3.23             | 2.72             | 2.50             | 2.58             | 2.46             | 2.26             | 2.19             | 1.78             | 1.88             |                  |
| Середньомісячна сонячна радіація, кДж/м²·день | 8625             | 11464            | 14093            | 17778            | 21882            | 26486            | 25952            | 23570            | 20157            | 14653            | 10511            | 8410             |                  |
| --------------------------------------------- | ---------------- | ---------------- | ---------------- | ---------------- | ---------------- | ---------------- | ---------------- | ---------------- | ---------------- | ---------------- | ---------------- | ---------------- | ---------------- |
| Джерело:                                      |                  |                  |                  |                  |                  |                  |                  |                  |                  |                  |                  |                  |                  |